# Euselasia pontasis
Euselasia pontasis is een vlindersoort uit de familie van de prachtvlinders (Riodinidae), onderfamilie Euselasiinae.
Euselasia pontasis werd in 2007 beschreven door Callaghan, Llorente & Luis.